# Erupção polimorfa à luz
Erupção polimorfa à luz é uma condição da pele desencadeada pela exposição à luz do sol ou a radiação ultravioleta numa pessoa geneticamente susceptível, particularmente em climas temperados durante a primavera e início do verão. O termo "polimórfica" deve-se às várias apresentações clínicas. O prurido intenso que resulta da condição pode ser um fator significativo de stresse.